# شوشیک گریگوریان
شوشیک سارگسی گریگوریان (ارمنی: Շուշիկ Սարգսի Գրիգորյան؛  ۲۰ مهٔ ۱۹۱۷ – دهه ۱۹۹۶) یک بازیگر اهل ارمنستان بود. وی بین سال‌های ۱۹۳۵ تا؟ میلادی فعالیت می‌کرد.

## زندگی‌نامه
وی در ۲۰ مه ۱۹۱۷ در هینشن به دنیا آمد . وی در تئاتر دولتی ارمنیان باکو و تئاتر دراماتیک ارمنیان استپاناکرت فعالیت می‌کرد. وی همچنین برندهٔ جوایزی همچون هنرمند شایسته ارمنستان شوروی (۱۹۷۹) شده است. وی در ۱۹۹۶ در سن ۷۹ سالگی در ایروان درگذشت.